# بابویث
بابویث (به انگلیسی: Bubwith) یک روستا و محله مدنی در بریتانیا است که در ایست رادینگ آو یورک‌شر واقع شده‌است. بابویث ۱٬۲۲۵ نفر جمعیت دارد.